# Município de Green (condado de Adams, Ohio)
O município de Green (em inglês: Green Township) é um município localizado no condado de Adams no estado estadounidense de Ohio.
No ano de 2010 tinha uma população de 651 habitantes e uma densidade populacional de 4,53 pessoas por km².

## Geografia
O município de Green encontra-se localizado nas coordenadas 38° 40′ 29″ N, 83° 21′ 32″ O. Segundo a Departamento do Censo dos Estados Unidos, o município tem uma superfície total de 143.85 km², da qual 142,46 km² correspondem a terra firme e (0,97 %) 1,39 km² é água.

## Demografia
Segundo o censo de 2010, tinha 651 pessoas residindo no município de Green. A densidade populacional era de 4,53 hab./km².